# Makatel
Makatel (Abkürzung für: Magnetkartentelefon) bezeichnet ein Verfahren zum bargeldlosen Bezahlen mit Kreditkarte. Dieses Verfahren ist heute veraltet und wird nicht mehr für Neuinstallationen angeboten. Es wird von den Netzbetreibern nur noch teilweise und widerwillig unterstützt.
Der Begriff Makatel wird sowohl für das erforderliche Gerät als auch für das verwendete Datenübertragungsprotokoll verwendet.

## Geräte
Es handelt sich um eine Kombination aus Telefon, Kartenleser und Modem. Nach dem Durchziehen der Karte und dem Einleiten der Zahlung wird eine Datenverbindung zum Netzbetreiber aufgebaut und die Zahlung autorisiert oder abgelehnt.
Bei DFÜ-Fehlern, Kartenlesefehlern oder aus anderen Gründen kann der Händler versuchen, beim Netzbetreiber anzurufen und die Daten der Karte mündlich durchzugeben. Er erhält daraufhin einen telefonischen Autorisierungscode, mit dem er die Zahlung als autorisiert verbuchen kann.

## Protokoll
Das verwendete DFÜ-Protokoll basiert auf der Datenübertragung per Modem. Andere Übertragungswege (z. B. TCP/IP, ISDN) sind nicht vorgesehen. Es gibt verschiedene Arten von Geschäftsvorfällen (Zahlung, Storno, Gutschrift), welche im Makatel-Standard definiert sind.

## Bedeutung im Jahr 2005
Makatel spielt heute keine Rolle mehr (mit Ausnahme eventueller Altinstallationen). Abgelöst wurde es durch modernere Verfahren wie POZ, ec-cash oder GICC.